# Pablo Carpintero Arias
Pablo Carpintero Arias   (Carballedo, 20 d'abril de 1969) és un músic, artesà i investigador gallec. És doctor en Ciències per la Universitat de Santiago de Compostel·la, on va ésser professor de bioquímica. És membre directiu de l'Asociación de Gaiteiros Galegos i dirigeix dos grups de recuperació de tradicions musicals gallegues: A Requinta de Xián i l'Obradoiro de Cultura Tradicional Ultreia.

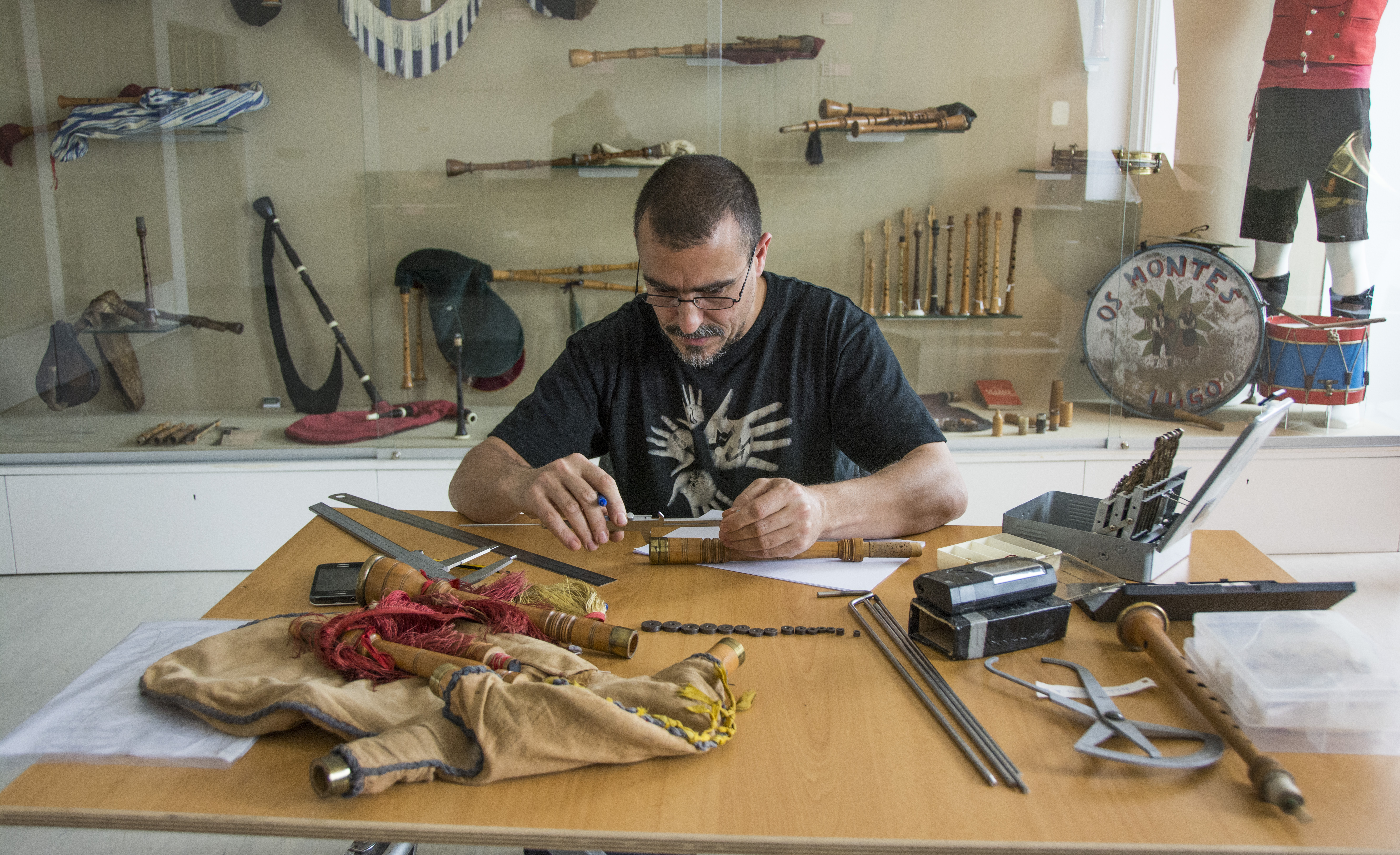
En Carpintero mesurant gaites a Lugo, l'abril de 2014

És investigador de l'evolució de la morfologia i repertori de la gaita de fol i la seva contextualització social i històrica, així com l'estudi dels diversos instruments musicals tradicionals gallecs. El 2009 va rebre el premi Antón Losada Diéguez d'investigació i assaig pel seu llibre Os instrumentos musicais na tradición galega. El 2013 va rebre el premi Marqués de Lozoya pel seu treball de recerca sobre la requinta de Ulla (flauta travessera tradicional).

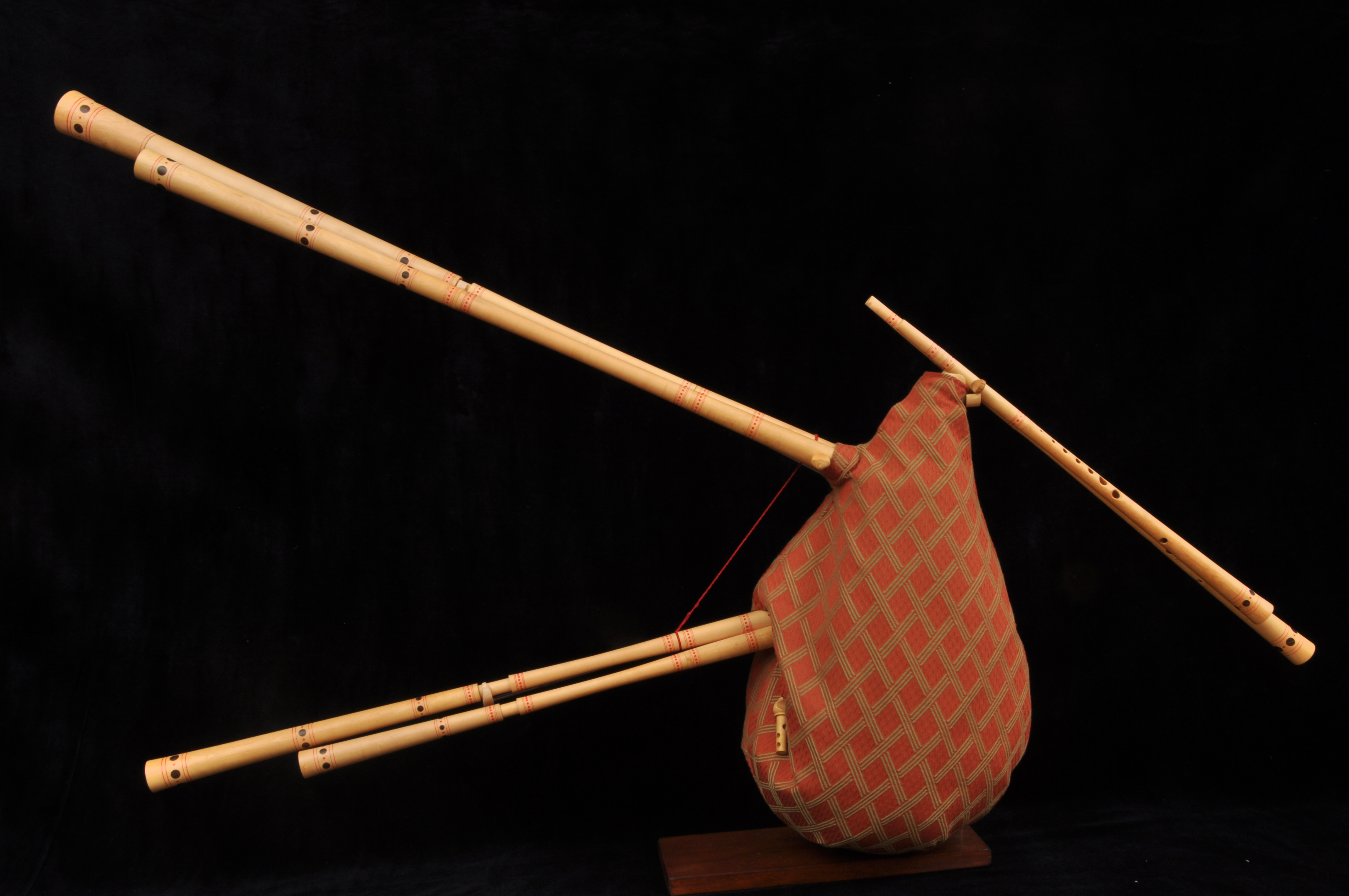
Reproducció de la gaita que apareix a la Cantiga 350 d'Alfons X El Savi, feta per en Pablo Carpintero

Va començar a tocar la gaita amb vuit anys i amb divuit anys va fundar la Banda de Gaitas de l'Asociación Cultural Val do Asma de Chantada i el grup Folerpas de Chantada. L'any 1990 es va incorporar a l'agrupació Cantigas e Agarimos. Uns anys més tard es va unir al grup Obradoiro de Cultura Tradicional Ultreia, de Santiago de Compostel·la, de la qual fou el director. El 1999 va formar un grup de requinteiros, conegut més tard com A requinta de Xian, que va llançar el seu primer disc l'any 2003. Ha impartit classes com a professor de gaita a l'Escola Municipal de Gaita do Concello de Santa Comba, grup de gaites del Centro Cultural Rosalía de Castro de Cacheiras, grup de requinteiros A Requinta de Xián i la sección instrumental de l'Obradoiro de Cultura Tradicional Ultreia. Des de 2003 col·labora en el programa de la Ràdio Galega Lume na Palleira, prenent una secció especialment dedicada a la música tradicional gallega: "O Recuncho da Palleta". Al llarg del 2004 va participar en el programa matiner d'en Xusto Carril, amb una secció dedicada al cant tradicional. El 2005 va entrar a la junta directiva de l'Asociación de Gaiteiros Galegos, on van desenvolupar un projecte de reconeixement i difusió del folklore musical gallec.
Entre el 2006 i el 2010 va treballar al projecte Ronsel de la Universitat de Vigo per a la recuperació del Patrimoni Cultural Immaterial de Galícia.

## Publicacions
- Carpintero Arias, Pablo. Os instrumentos musicais na tradición galega.  Ourense: Difusora de letras, artes e ideas, SL, 2009. ISBN 978-84-937421-5-7.
- Carpintero Arias, Pablo; Quintana López, Pablo; Carballo Penelas, Daniel. Desiderio Sampayo Rico. Siderio de Vilarmide.  Canela Producións Editorial Etnográfica SL.. ISBN 978-84-606-7403-0.
- Carpintero Arias, Pablo; Castro Vicente, Cástor. Os sons da Limia.  Difusora de Letras, Artes e Ideas. ISBN 978-84-937090-3-7.
- Carpintero Arias, Pablo (coord.); Xil Xardón, Xavier; Area Carracedo, Iván Carlos (coord.). Contos de ida e volta.  Difusora de Letras, Artes e Ideas. ISBN 978-84-935963-8-5.
- Carpintero Arias, Pablo; Area Carracedo, Iván Carlos; Costas González, Xosé Enrique. Instrumentos tradicionais galegos. Unha selección natural.  Difusora de Letras, Artes e Ideas. ISBN 978-84-937421-1-9.